# Kina Méndez
Kina Méndez o Dolores Ruiz Méndez (Jerez de la Frontera, Cádiz, 1978) es una cantaora flamenca gaditana que ha actuado en tablaos nacionales e internacionales, también en televisión. Ha grabado dos discos De Sevilla y Jerez (2009) y Me nace del corazón (2015).

## Biografía
Nació en una familia de artistas gaditanos destacados del flamenco como su primo Jesús Méndez y su tía, La Paquera de Jeréz. En sus inicios acompañó a Manuel Moneo y a María del Mar Moreno y se convirtió con el tiempo en una habitual de la Fiesta de la Bulería o las Fiestas de Otoño, donde ha compartido cartel con otros artistas como Agujetas, El Grilo, Duquende o La Macanita.
Cantó durante dos años en el tablao Los Gallos, en Sevilla, y en los 2000 formó parte de la compañía de Manuel Morao, destacando con sus cualidades vocales y sus actuaciones en directo.
En 2005, amadrinada por María del Monte, intervino en Gente de primavera, un programa de televisión presentado por Esther Arroyo. También ha aparecido en otros programas televisivos en Canal Sur como Andaluces por el mundo, donde colaboró durante diez años, o los programas de Juan y Medio y María del Monte.
En 2006 debutó con la compañía de Mario Maya, y también recorrió el mundo como solista, junto a La Cuadra, en Carmen y Carmina Burana, de Salvador Távora.
Tras grabar en 2009 el disco de sevillanas De Sevilla y Jerez, viajó a Estados Unidos para grabar Me nace del corazón un disco de flamenco por bulerías. Instalada en Nevada City se casó con Gopal Slavonic, un guitarrista flamenco con el que formó la compañía Flamenco del Oro, un grupo de flamenco que actuaba por California.
Separada y de vuelta en Jerez conoció a Diego el Cigala, padre de sus dos hijos.En 2021 Méndez denunció al Cigala, por violencia de género. No era su primera denuncia, con anterioridad la cantaora lo había acusado de abandono del hogar, aunque la denuncia no llegó a los juzgados.Además, en 2014, el cantante fue condenado por amenazas a una azafata. Al ser detenido, el Cigala acusó a Méndez de denunciarlo por interés, "siempre quieren dinero las mujeres" dijo. El 7 de noviembre de 2024 se celebró el juicio por malos tratos y la fiscal pidió para él cinco años de cárcel.En diciembre de ese año el juez impuso al Cigala una condena de dos años y medio.